# Enceinte de Brignon
 (novembre 2013).
Si vous disposez d'ouvrages ou d'articles de référence ou si vous connaissez des sites web de qualité traitant du thème abordé ici, merci de compléter l'article en donnant les références utiles à sa vérifiabilité et en les liant à la section « Notes et références ».
L'enceinte de Brignon est un monument historique inscrit aux Monuments historiques en 2008, de la commune de Brignon située dans le département du Gard en région Languedoc-Roussillon.
Le château-fort de Brignon avec son rempart, ses tours et sa chapelle castrale fut édifié dès la fin du XIe siècle par les seigneurs Raimond de Brignon. Cependant la toponymie de Brignon est, elle, plus ancienne. Une brève histoire des peuples ayant foulé les lieux il y a plusieurs millénaires s’impose pour expliquer l’émergence du château des siècles plus tard.

## Histoire gallo-romaine et médiévale

### Époque préhistorique et gallo-romaine
Vers le IIIe millénaire avant J.-C., vivait sur le « Serre de Brienne », colline au-dessus de l’actuel village de Brignon, entre les rivières Gardon et Droude, un groupe d’agriculteurs du Néolithique Moyen, appartenant à la civilisation Chasséenne : en témoignent les lames de silex blond et les billes de grès, typiques de cette culture. C’est la première installation des humains sur la commune de Brignon.
Arrive ensuite l’Âge des Métaux (Cuivre, Bronze, puis Fer). La présence de populations est avérée pendant l’Âge du Cuivre (civilisation de Fontbouïsse entre -2300 et -1800) et la période du Bronze final (-1150 à -700), et une éminence au confluent de la Droude et du Gardon accueillera l’oppidum de Brienne prénommé Briga, signifiant « hauteur fortifiée » en celtique car ces populations indigènes sont le résultat de mélanges de Ligures et de Celtes venus d’Europe centrale qui seront ensuite influencés par des peuples plus évolués, comme les Étrusques et les Massaliotes (grecs de Marseille), et qui passeront d’une économie de subsistance à une économie d’import-export (vin, amphores, esclaves...).
À partir du second Âge du Fer (-450 à -120), le village passe de quelques cabanes en pisé (terre crue compactée) ou en torchis (argile mélangée à des fibres végétales et animales – paille, foin, crin de cheval... – et tenue par une structure porteuse en bois) à des maisons avec des murs de pierres (sèches ou liées par de la terre et de l'argile). On peut alors véritablement parler d’oppidum (agglomération fortifiée) avec l’arrivée des Volques Arécomiques, guerriers celtes réunis en confédération autour de Nemausus (Nîmes).
Les romains arrivent en -121 mais dans un premier temps la situation évolue peu, le Gard demeure sous l’influence grecque de Marseille qui fonde des alliances politiques et économiques avec les chefs des oppida dont celui de Brignon. Il faut attendre la conquête de la Gaule (-58 à -52) par Jules César pour voir la civilisation devenir peu à peu gallo-romaine et l’oppidum de Briginno passer sous tutelle de la nouvelle colonie romaine de Nîmes. Le village devient une grosse bourgade, comme le prouvent les extensions successives de l’enceinte de l’oppidum mises en évidence par les fouilles archéologiques (surface de 32 hectares correspondant à 3000 habitants).
L’urbanisme évolue avec l’apparition de rues parallèles et perpendiculaires, d’égouts, de canalisations... et des éléments d’architecture montrent l’importance de la cité : on découvre des pavements et peintures polychromes, des mosaïques, des stèles funéraires, des fours de potiers, des restes de statues et de colonnes, et des constructions en grand appareil (maçonnerie utilisant des blocs dépassant les 40cm).
La Nîmes romaine reconnaît alors officiellement l’oppidum, comme le prouve l’inscription Briginn sur un petit « piédestal » haut d’une trentaine de centimètres en marbre blanc (Musée de Nîmes) et lui accorde un poids-étalon.
Mais avec la Pax Romana (« paix romaine », Ier et IIe siècles après J.-C.) et la bonne entente entre les gaulois de la région (les Volques Arécomiques) et les romains, l’oppidum va commencer à être délaissé au IIe siècle au profit d’un habitat dispersé dans les campagnes où l'on cultive les terres avec de grandes fermes appelées villae en latin. Ces propriétés pratiquent la polyculture et l’élevage, et exportent les surplus. La chute de l’Empire romain à la fin du Ve siècle n’entraîne pas de cassure brutale au sein des structures agricoles qui ont, depuis deux siècles, succédé à l’oppidum.

### Époque médiévale
Le Haut Moyen Âge (du Ve au XIe siècle) débute et les « barbares » s’installent aux Ve et VIe siècles. Dans la localité, le Gardon va former une sorte de frontière entre les Wisigoths et les Francs Mérovingiens, Brignon étant plutôt du côté franc et rattaché au diocèse d’Uzès.
En effet la nouvelle religion monothéiste, le Christianisme, fait son apparition progressivement. Cependant les Wisigoths sont chrétiens ariens (adeptes d’Arius qui pense que Jésus est le fils de Dieu mais n’est pas divin) contrairement aux Francs (fidèles à la religion chrétienne romaine qui fait de Jésus l’égal du Père).
En 507, les Wisigoths subissent une défaite majeure lors de la bataille de Vouillé face aux Francs de Clovis. Les Francs s'emparent ensuite de l'Aquitaine et les Wisigoths se retrouvent cantonnés à la péninsule ibérique tout en conservant la Septimanie (Province de Narbonne qui s'étend jusqu'à Nîmes et Uzès). Brignon se retrouve donc au niveau de la frontière entre Wisigoths et Francs.
En 725 les Sarrasins atteignent Nîmes mais sont repoussés en 752 par les Francs désormais Carolingiens de Pépin le Bref. S’ensuit une période de « paix carolingienne » et le grand empire est divisé administrativement en comtés dirigés par des comtes qui représentent le pouvoir central dans les localités mais ne détiennent pas les terres (ils peuvent être révoqués et les terres ne sont pas transmises à leur descendance).
Une centaine d’années plus tard la dynamique carolingienne s’essouffle et pendant que les petits-fils de Charlemagne se disputent l’empire, les comtes dans les campagnes profitent de la distance pour se revendiquer propriétaires des terres si bien qu’en 877 le roi de France, Charles II le Chauve, n’a d’autres choix que de reconnaître les domaines comtaux comme héréditaires. Et ces comtes vont eux-mêmes partager leurs territoires en fiefs sous la responsabilité de petits seigneurs locaux. Ce morcellement annonce le début de la féodalité.
Le pouvoir central carolingien s'essoufflant et le territoire s'émiettant aux mains de nombreux comtes et autres seigneurs locaux, les luttes féodales s'intensifient et poussent les paysans à se regrouper autour de mottes castrales (buttes de terre couronnées d'une tour en bois) puis dans des villages fortifiés.
C’est dans cette atmosphère que naît le Brignon médiéval, ou plutôt Brinno dans la langue locale de l’époque, comme on peut le constater sur un registre de la cathédrale de Nîmes de 1108. On note d’ailleurs que Brignon conserve son nom d’origine celtique alors que beaucoup de villes adoptaient des patronymes chrétiens à cette période.

## Le château fort médiéval
Les moyens d'attaque évoluant, les seigneurs vont devoir construire des châteaux en pierre pour protéger leurs fiefs, car les oppida gallo-romains ainsi que les mottes castrales du début du Moyen Âge sont devenus inadaptables en particulier face aux trébuchets permettant de lancer des pierres de plusieurs dizaines de kilos à des centaines de mètres. 
À Brignon, le site antique à presque 130m d'altitude en haut de la colline de Brienne est alors définitivement abandonné au profit d'un château fort en pierre construit plus au Sud sur une butte rocheuse un peu plus bas sur la colline. C'est ainsi que neuf siècles après l'oppidum gallo-romain, le Brignon médiéval apparaît à la fin du XIe siècle.
La forteresse, située sur la rive gauche du Gardon tout en restant perchée et protégée par les strates rocheuses, permettait de surveiller la vallée du Gardon et le chemin de Saint-Gilles situé sur la rive droite. Il s'agissait d'une importante voie de circulation traversant le pays et utilisée par les pèlerins allant à Saint-Gilles (pèlerinage le plus important de France entre le Xe et le XIIIe siècle).
La première tour construite fut la Tour Carrée de la Mairie à la fin du XIe siècle, au début seule en guise de tour-logis.
Rapidement, durant le XIIe siècle, la construction des ailes du château autour de la première tour commença et s'étala jusqu'au XIIIe siècle. Ainsi on obtint un château fort avec sa haute-cour et sa chapelle castrale.
Parallèlement l'enceinte (avec son rempart et ses tours) s'éleva à partir du XIIe siècle et permettait d'accueillir la basse-cour avec le hameau villageois. L'entrée dans la forteresse se faisait via la tour de l'Horloge.
En fin de compte le château de Brignon comprend 4 ailes, une haute-cour, une chapelle castrale, une basse-cour, 8 tours (des tours d'angles, la tour d'entrée et une tour de guet) et un chemin de ronde.

## Les seigneurs Raimond de Brignon
Le village de Brignon fut le fief de la famille Raimond appartenant à l’élite nîmoise et à la milice des Chevaliers des Arènes. Les Raimond tenaient leur fief du Vicomte de Nîmes lui-même vassal du Comte de Toulouse.
Les armes des Raimond de Brignon sont " D'azur à trois rochers et deux demi-rochers d'or en sautoir " et leur devise est : " Rien n'est à comprendre, tout est à apprendre, c'est tout ".
Quelques-uns des illustres seigneurs du village :
- XIIe siècle : Raimond de Brignon : membre de la milice nîmoise des "Chevaliers des Arènes"
- 1265-1307 : Guillaume Raimond : chevalier du roi Philippe IV le Bel
- XIVe siècle : Bernard Raimond : combat les anglais à Poitiers, aux côtés du roi Jean II le Bon
- 1537-1586 : Tannequin Raimond : 1er consul de Nîmes, écuyer et archer de la garde du roi, conseiller de la reine-mère Catherine de Médicis...